# Strażnica WOP Karwia
Strażnica WOP Kalwaria – podstawowy pododdział graniczny Wojsk Ochrony Pogranicza pełniący służbę ochronną na granicy morskiej.

## Formowanie i zmiany organizacyjne
Strażnica została sformowana w 1945  w strukturze 19 komendy odcinka Lębork jako 93 strażnica WOP (Karwin) (Karwenbruch/Karwia) o stanie 56 żołnierzy. Kierownictwo strażnicy stanowili: komendant strażnicy, zastępca komendanta do spraw polityczno-wychowawczych i zastępca do spraw zwiadu. Strażnica składała się z dwóch drużyn strzeleckich, drużyny fizylierów, drużyny łączności i gospodarczej. Etat przewidywał także instruktora do tresury psów służbowych oraz instruktora sanitarnego. Sformowane strażnice morskiego oddziału OP nie przystąpiły bezpośrednio do objęcia ochrony granicy morskiej. Odcinek dawnej granicy polsko-niemieckiej sprzed 1939  od Piaśnicy, aż do lewego styku z 4 Oddziałem OP ochraniany był przez radziecką straż graniczną wydzieloną ze składu wojsk marszałka Rokossowskiego. Pozostały odcinek granicy od rzeki Piaśnica, aż po granicę z ZSRR zabezpieczała Morska Milicja Obywatelska.
Od 15 marca 1954 wprowadzono nową numerację strażnic. Strażnica WOP Karwia II kategorii otrzymała numer 90. 
Jesienią 1956  rozpoczęto numerować strażnice w systemie brygadowym. Strażnica Karwia otrzymała numer 17.
W 1964  strażnica WOP nr 1 Karwia uzyskała status strażnicy lądowej i zaliczona została do III kategorii.

## Ochrona granicy
Strażnice sąsiednie:
92 strażnica WOP Biała Góra ⇔ 94 strażnica WOP Hallerowo – 1946

## Dowódcy strażnicy
- chor. Mieczysław Andrzejewski[2]
- ppor. Tadeusz Matuszewski (był 10.1946)[b].